# Mistrzostwa Europy w Wioślarstwie 1899
7. Mistrzostwa Europy w Wioślarstwie odbyły się w dniu 15 sierpnia 1899 r. w belgijskiej Ostendzie (po raz 2. w historii). Zawodnicy rywalizowali w 5 konkurencjach wioślarskich na pobliskim kanale łączącym Ostendę z Brugią. 

## Medaliści
| Konkurencja                 | Złoto | Srebro | Brąz                                                               | Źródło      |
| --------------------------- | --- | --- | ------------------------------------------------------------------ | ----------- |
| M1x (jedynka)               | Louis Prével | Joseph Deleplanque | –                                                                  | [ 1 ] [ 2 ] |
| M2x (dwójka podwójna)       | Belgia Prosper Bruggeman · Charles Boone | Włochy Fiorenzo Pagliano · Luigi Rossi | Francja                                                            | [ 3 ]       |
| M2+ (dwójka ze sternikiem)  | Francja Carlos Deltour · Antoine Védrenne | Belgia Joseph Deleplanque · Florent Ronsse · Jean Dewitte (sternik)                                                                                                   | Włochy Gino Montelatici · Giovanni Pianigiani · G. Pucci (sternik) | [ 4 ] [ 2 ] |
| M4+ (czwórka ze sternikiem) | Belgia Adolphe Lippens · Maurice Hemelsoet · Henri Fraikin · Victor de Bisschop | Włochy Ezio Carlesi · Nicolo Razzaguta · Alfredo Taddei · Giovanni Rodinis · Pinolo (sternik)                                                                         | –                                                                  | [ 5 ]       |
| M8+ (ósemka)                | Belgia Joseph Deleplanque · Florent Ronsse · Adolphe Lippens · Maurice Hemelsoet · Henri Fraikin · Victor de Bisschop · Prosper Bruggeman · Jules de Bisschop · Jean Dewitte (sternik) | Włochy G. Alessandro Bonnet · Giacomo Leva · Paolo Gadda · Angelo Brambillasca · Luigi Gerli · Emilio Pozzi · Georges Claessens · Cesare Comelli · Colenghi (sternik) | Francja                                                            | [ 6 ]       |

## Klasyfikacja medalowa
| Miejsce | Reprezentacja | Złoto | Srebro | Brąz | Razem |
| ------- | ------------- | ----- | ------ | ---- | ----- |
| 1.      | Belgia        | 3     | 2      | 0    | 5     |
| 2.      | Francja       | 2     | 0      | 2    | 4     |
| 3.      | Włochy        | 0     | 3      | 1    | 4     |
| Razem   | Razem         | 5     | 5      | 3    | 13    |